# アルベール1世 (ベルギー王)
アルベール1世（フランス語: Albert Ier、1875年4月8日 - 1934年2月17日）は、第3代ベルギー国王（在位：1909年 - 1934年）。ベルギーで、第一次世界大戦の役割から、よく「軍人の王」（フランス語: roi-soldat オランダ語：koning-soldaat)　と呼ぶ。

## 生涯
レオポルド2世の弟フランドル伯爵フィリップの次男として生まれる。母はホーエンツォレルン＝ジグマリンゲン侯カール・アントンの娘マリー・ルイーズ。1909年に直系の後継者がいなかった伯父のレオポルド2世が崩御すると即位する。
第一次世界大戦に際してベルギーは中立保持の姿勢を採っていたが、ドイツがシュリーフェン・プランによってベルギーの領内通過を求めるとこれにアルベール1世は反発した。ドイツ軍がベルギーの中立を犯して領内の通過を実施すると、「ベルギーは道ではない。国だ」と述べ、同時に「結果はどうであろうと、拒絶する。我々（王族と軍人）の義務は国土を守りぬくことだ。この点で間違えてはいけない」と閣議で語って、ベルギーを守ることを最優先とし、ドイツ軍の侵攻に根気強く反抗した。
当時のベルギーは長い間の平和により軍事力はドイツ軍に劣っており、緒戦では敗退を余儀なくされたが、イーゼル川の一角を終戦まで死守した。また、連合国からの度重なる攻勢への参加要請のほとんどを拒絶し、ベルギー軍を必要以上の攻勢にさらして犠牲を増やすことなく終戦まで戦い抜いた。
1934年、ナミュール近くの山中で遭難し、崩御した。

## 人物

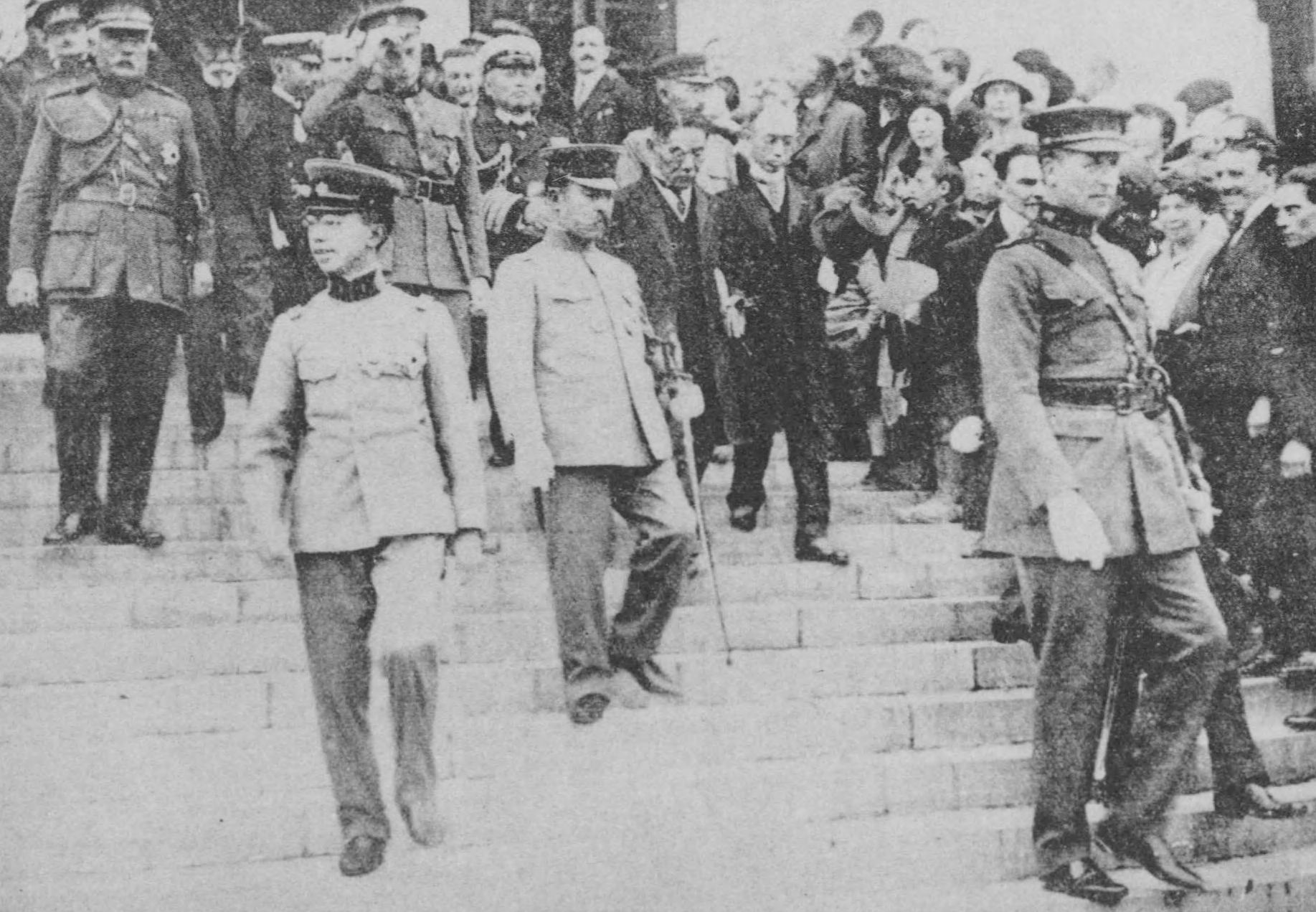
ベルギー訪問中の皇太子裕仁親王とアルベール1世。1921年

家庭的な人柄が国民に愛され、先王よりも高い人気を得た。元々は王太子の家系ではなく、先王であった伯父の崩御と、父や兄ボードゥアンの薨去により半ば偶然に王位を継承したためか、貴族的な趣味や社交界には興味を示さず、趣味は登山と車の運転という中産階級的な人物であったとされる。また、第一次世界大戦時に見せた毅然とした態度から、第二次世界大戦時のレオポルド3世と比較して、今日でも国民の賞賛を得ている。崩御に際しては、元連合国の各国政府とベルギー軍民がその崩御を惜しんだ。

## 家族
1900年にバイエルン公女エリーザベトと結婚し、2男1女を儲けた。
- レオポルド3世（1901年 - 1983年） 第4代ベルギー国王
- シャルル（1903年 - 1983年） フランドル伯爵
- マリー＝ジョゼ（1906年 - 2001年） イタリア国王ウンベルト2世妃